# بيتر سميث (لاعب كرة قدم مواليد 1937)
بيتر سميث (بالإنجليزية: Peter Smith)‏ هو لاعب كرة قدم بريطاني في مركز الدفاع، ولد في 18 يوليو 1937 في إسكتلندا في المملكة المتحدة. لعب مع دندي يونايتد ونادي ألوا أثليتيك وهارت أوف ميدلوثيان.